# العودة (فلم 2003)
العودة هو فيلم دراما روسي من إخراج أندري زفياغنسيف وبطولة إيفان دوبرونرافوف، كونستانتين لافرونينكو وناتاليا فدوفينا. صدر الفيلم في 25 يونيو 2003.

## وصلات خارجية
- مقالات تستعمل روابط فنية بلا صلة مع ويكي بيانات